# Rudolf Mössbauer
Rudolf Ludwig Mössbauer (Duits: Rudolf Ludwig Mößbauer) (München, 31 januari 1929 – München-Grünwald, 14 september 2011) was een Duits natuurkundige die in 1961 de Nobelprijs voor de Natuurkunde ontving voor zijn ontdekking in 1957 van het naar hem vernoemde mössbauereffect. Hij deelde de prijs met Robert Hofstadter die de Nobelprijs kreeg voor ander werk.

## Biografie
Mössbauer was de zoon van Ludwig Mössbauer en Erna Ernst. Hij groeide op in de jaren van Hitlers nationaalsocialisme en de aanloop naar de Tweede Wereldoorlog. Desondanks de oorlog verkreeg hij zijn opleiding aan de middelbare school in München-Pasing, waar hij in 1948 slaagde voor zijn eindexamen.
Nadat zijn interesse voor de natuurkunde door het Deutsches Museum was gewekt begon hij aan de Technische Universiteit München (TUM) aan studie natuurkunde, die hij in 1955 afrondde met een bul. Vanwege de beschikbare faciliteiten werkte hij van 1955 tot 1957 bij het Max Planck Instituut voor medisch onderzoek in Heidelberg aan zijn proefschrift. In januari 1958 mocht hij na een mondeling examen bij professor Heinz Maier-Leibnitz van de TUM zijn doctoraat in ontvangst nemen.
In 1960 accepteerde hij een uitnodiging van het California Institute of Technology (Caltech) waar hij zijn onderzoek naar gamma-absorptie voortzette. In 1961 – kort na de bekendmaking van de Nobelprijs – werd hij door Caltech benoemd tot hoogleraar natuurkunde. Drie jaar later haalde de faculteit natuurkunde van de TUM hem over terug te keren naar zijn vaderland. Uitgezonderd een onderbreking van vijf jaar was hij van 1964 tot aan pensionering in 1997 er hoogleraar experimentele natuurkunde. Van 1972 tot 1977 was hij directeur van het Institut Laue-Langevin (ILL) te Grenoble.

## Werk
Zijn promotieonderzoek naar de resonantie-absorptie van gammastraling in het iridiumisotoop 191Ir leidde uiteindelijk tot het experimenteel bewijzen van Recoilless Nuclear Resonance Absorption. Dit bewijs vormde de cruciale basis voor de ontdekking van nucleair resonantie fluorescentie, bekend als het mössbauereffect.
Met behulp van het mössbauereffect werd rond 1960 door Robert Pound en Glen Rebka voor het eerst experimenteel het bewijs geleverd van de gravitationele roodverschuiving – tijddilatatie binnen een gravitationeel gat – in het zwaartekrachtsveld van de aarde. Met dit Pound-Rebka-experiment werd de juistheid aangetoond van Einsteins algemene relativiteitstheorie.

## Erkenning
Mössbauer was onder andere lid van de Pauselijke Academie voor de Wetenschappen (Rome), van de Beierse Academie van Wetenschappen en van de Academia Europaea. Voor zijn werk op het gebied van resonantie-absorptie van gammastraling verkreeg hij diverse onderscheidingen, waaronder de Prize of the Research Corporation of New York (1960), Röngtenprijs van de universiteit van Giessen (1961), de Elliot Cresson Medal van het Franklin Instituut (1961), de Maximiliaansorde voor Wetenschap en Kunst (1984), de Gouden Lomonosov-medaille van de toenmalige Academie van Wetenschappen van de USSR (1984) en de Albert Einsteinmedaille (1986).